# Tempietto di Sant'Emidio alle Grotte
Il tempietto di Sant'Emidio alle Grotte è classificato come uno dei monumenti più importanti della città di Ascoli Piceno e rappresenta un pregevole prototipo di arte religiosa barocca delle Marche.
Eretto in onore del patrono si definisce "alle grotte" perché il suo ambiente interno è costituito da grotte e nicchie naturali.
Questo tempietto è uno dei siti appartenenti all'"itinerario emidiano" della città, un percorso che congiunge tutti i siti legati alla tradizione, ai miracoli, alla vita ed al martirio del santo.

## Storia
La piccola chiesa si trova appartata, rispetto al contesto urbano, di fronte alla ex chiesa di Sant'Ilario, in un luogo ricco di vegetazione e di silenzio, dove già nell'anno 250, era noto vi fossero degli antri naturali, collegati tra loro da cunicoli, utilizzati dai cristiani come necropoli.
Secondo la tradizione sant'Emidio, dopo essere stato decapitato, il 5 agosto 303, nei pressi del ponte di Porta Solestà, nel luogo dove sarebbe stato eretto il tempietto di Sant'Emidio Rosso, si recò a piedi fin qui, per essere seppellito, portando tra le mani la sua testa.
In un tempo successivo all'inumazione del corpo del santo, queste grotte furono trasformate in oratorio ed al loro interno furono collocati un altare e piccoli ornamenti.
Le spoglie mortali del patrono e dei suoi discepoli riposarono in questo luogo per oltre 7 secoli, secondo l'ipotesi ormai più accreditata, fino alla traslazione dei loro resti all'interno della cattedrale di Ascoli, all'interno del sacro sacello della cripta di Sant'Emidio, che fu appositamente edificata.
L'attuale edificio nasce come un ex voto degli ascolani per ringraziare sant'Emidio, protettore dal terremoto, per aver preservato la città dai violenti sismi aquilani del 1703 che si verificarono tra i mesi di gennaio e marzo dello stesso anno. Questi, sebbene provarono duramente la cittadinanza, non produssero perdite di vite umane e danni gravi sugli edifici.
Per volontà ed iniziativa di molti devoti si avanzò la proposta di onorare la memoria del santo con un gesto collettivo di gratitudine e riconoscenza e di restituire al culto emidiano le tre grotte esistenti alle pendici dell'altura di campo Parignano, nella zona nord della città, che furono celle di monaci, il luogo della sua sepoltura ed oratorio.
Sia le autorità civili e religiose che la cittadinanza accolsero la richiesta ed il giorno 23 gennaio 1703 il Consiglio dei Cento e della Pace di Ascoli nominò otto notabili della città come responsabili della raccolta delle offerte dei fedeli, conferendo loro l'incarico di destinare l'intera somma ricevuta dalle oblazioni per la costruzione della chiesa.
Il 12 marzo 1703 il capitolo della cattedrale affiancò, agli otto nominati dal comune, due canonici per collaborare al reperimento degli oboli ed inoltre stabilì che le entrate della baronia di Maltignano di quell'anno e dei quattro anni successivi sarebbero state destinate a questa causa.
In brevissimo tempo si riunì la somma di 4000 scudi in contanti ed oltre questi furono donati oggetti preziosi come collane ed anelli in oro. Nell'elencazione delle elargizioni, riportata dal Bucciarelli, compare un resoconto dettagliato in cui si legge che tra le offerte più generose si annoverano quelle di un anonimo benestante signore ascolano che donò 1000 scudi, le 12 parrocchie della città 300 scudi, i canonici della cattedrale 200 scudi, gli "anziani" col consiglio generale 200 scudi, il vescovo Giovanni Giacomo Bonaventura 100 scudi, i monasteri cittadini delle suore 100 scudi.
Si legge nel Bullarium vescovile che la mattina del giorno 4 aprile 1717 il vescovo Gambi, benedisse la prima pietra alla presenza di numerosi fedeli e dette inizio ai lavori. Il tempietto fu costruito negli anni compresi tra il 1717 ed il 1720-21 su commissione del vescovo ascolano Giovanni Gambi, familiare dell'allora papa Clemente XI e successore del vescovo Bonaventura. Gambi conferì l'incarico della progettazione e della costruzione del tempio a Giuseppe Giosafatti, che al tempo era presente in città poiché si stava occupando della sistemazione del palazzo dell'Arengo. Questi, per la progettazione, si ispirò allo stile di Pietro da Cortona ed alle opere di Gian Lorenzo Bernini, suo maestro. Il tempio è, infatti, definito come la sua opera più berniniana.
Sotto la direzione di Giuseppe Giosafatti l'opera fu terminata nel giro di pochissimi anni. Oltre la facciata addossata alla parete tufacea si realizzò anche la sistemazione delle tre grotte ed in particolare di quella centrale. All'interno di quest'ultima furono aggiunti i pilastri che suddividono, ancora oggi, lo spazio in tre piccole navate sovrastate da volte a crociera in laterizi. Lo spazio di fondo fu lasciato intatto per mostrare le lacerazioni dei loculi e delle fosse dove riposarono le spoglie mortali di Sant'Emidio e dei suoi discepoli. L'interno aveva ed ha un unico altare, rifatto nella forma attuale nel 1955, ed alle spalle vi era e vi è tuttora collocata la statua in travertino di Sant'Emidio scolpita e firmata da Giuseppe Giosafatti.
Il papa Clemente XI concesse il beneficio dell'indulgenza ai visitatori del tempietto.
Questo luogo fu meta di molti pellegrini e fedeli, ma nel corso dei secoli la chiesetta conobbe anche periodi di abbandono. Gli interventi di restauro, avvenuti già nel XVIII secolo, non hanno mai modificato l'aspetto della facciata esterna, si sono sempre interessati del ripristino dell'aula interna che spesso fu soggetta ad infiltrazioni di acqua e di affiorante umidità.
Nel 1943 durante il corso di necessari restauri fu aperto anche il cunicolo che porta ad una grotta dove fu rinvenuto un piccolo cimitero ed un arcosolio. L'anno successivo, nel 1944, il piccolo tempio fu aggiunto nell'elenco degli edifici storici ed artistici della città di Ascoli meritevoli di tutela. 
Un nuovo intervento di restauro avvenne nel 1954 su interessamento di mons. Giuseppe Castelli, che con la collaborazione del Genio Civile di Ascoli ottenne la riparazione ed il consolidamento del cupolino esterno, la sistemazione del piccolo piazzale antistante, la sostituzione di parti logore o mancanti del mattonato esterno, la riparazione della facciata, il consolidamento delle volte e delle strutture interne ed un nuovo altare. 
La piccola chiesa è stata annoverata nell'anno 2000 nell'elenco dei “Luoghi dello Spirito” per “Le vie del giubileo nella Regione Marche”.
Gli interventi ricostituivi più recenti sono dell'anno 2001 attuati su iniziativa dell'attuale rettore don Emidio Rossi. Nel 2002 il Lions Club di Ascoli Host e Urbs turrita ha donato una nuova porta d'ingresso. Nel 2013 il vescovo di Ascoli Silvano Montevecchi vi destina la sede del Capitolo Piceno della Confraternita di San Jacopo di Compostella.

## Architettura
La facciata di travertino del tempietto si articola su due piani distinti e sovrapposti, addossati alla parete tufacea dell'altura. 
Il piano inferiore della bipartizione è in stile dorico e trova il suo elemento caratterizzante, e di raccordo alla porzione superiore, nel cupolino centrale, sporgente a base ellittica, sorretto da sei colonne doriche. Mostra al centro lo stemma araldico del vescovo Gambi in cui compaiono due graziosi cherubini che reggono il cappello prelatizio. Le colonne delimitano l'area del piccolo portico da cui si accede all'ambiente interno della chiesa attraverso la porta fiancheggiata da 2 colonne. 
Ai lati del cupolino la porzione di facciata inferiore è ripartita da lesene intervallate dall'apertura delle due finestre rettangolari con grata, utili a dare luce all'interno, e le due nicchie prive di statue ed ornamenti.
L'intera porzione è rifinita da architrave, fregio e cornice.
Il piano superiore della facciata sviluppa maggiormente la sua altezza nella parte centrale. Ripartito da lesene si conclude con architrave, fregio, cornice ed un frontone circolare che ospita al centro l'arme di Papa Clemente XI ingentilita da due puttini che sostengono le chiavi ed il triregno. Ai lati della discesa delle volute rovesciate ci sono festoni di frutta che raccordano all'ordine dorico del primo livello. Alle estremità, in corrispondenza delle nicchie, due statue di angeli, con dimensioni maggiori del naturale, recano in mano un ramo di palma quale simbolo del martirio e concludono la composizione della facciata.

## Galleria d'immagini

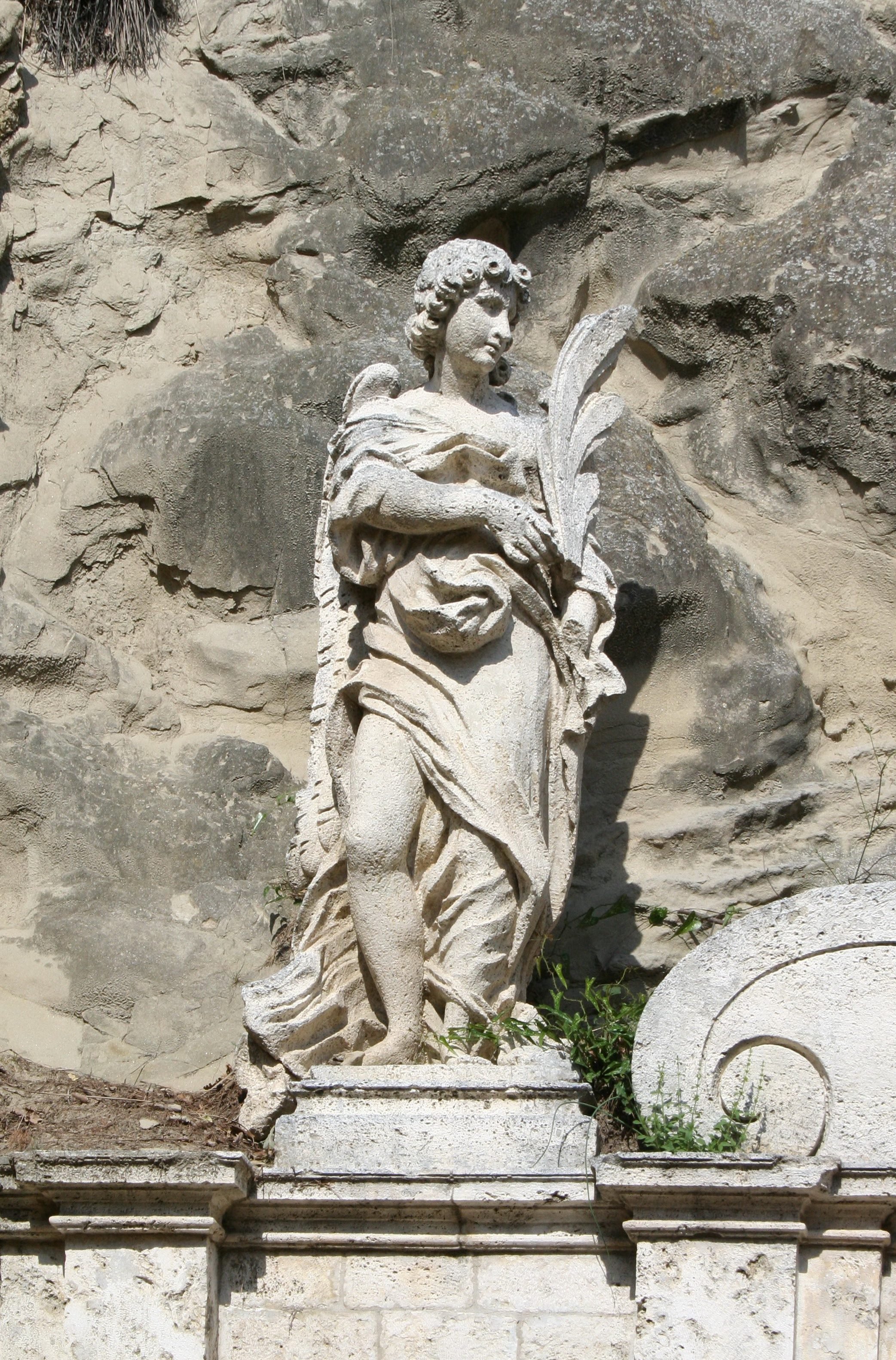
statua dell'angelo a sinistra della facciata
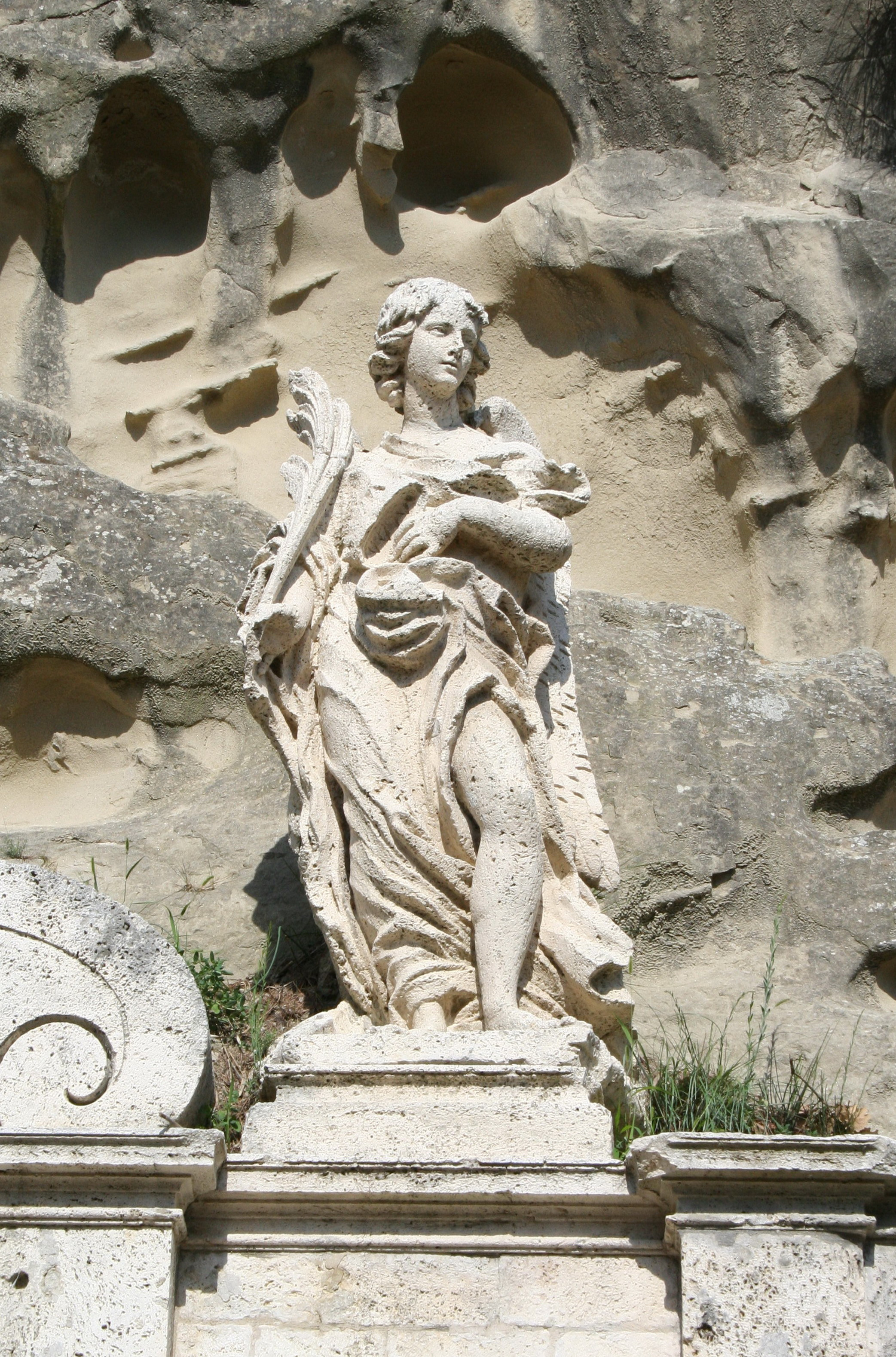
statua dell'angelo a destra della facciata
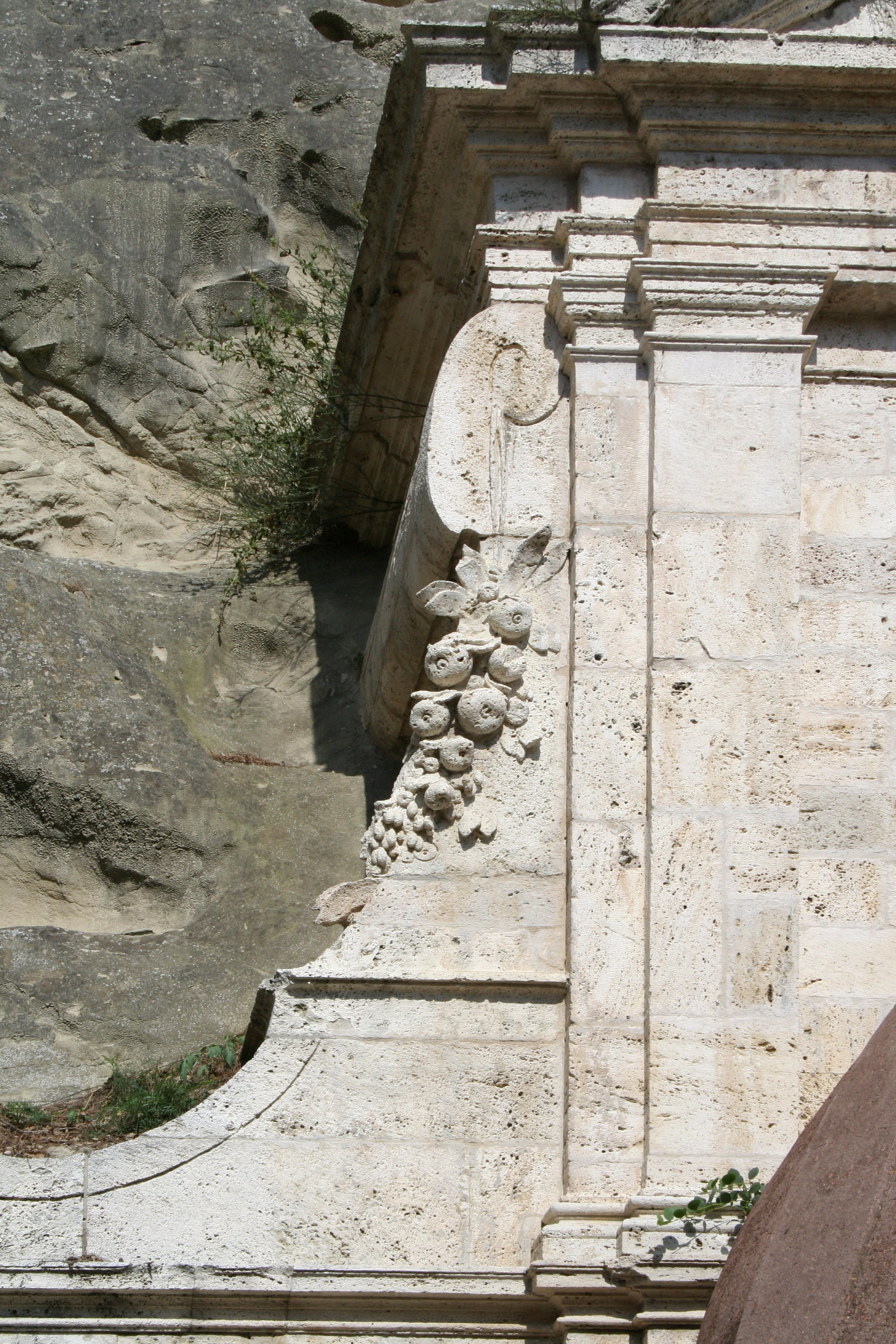
festone delle volute della facciata
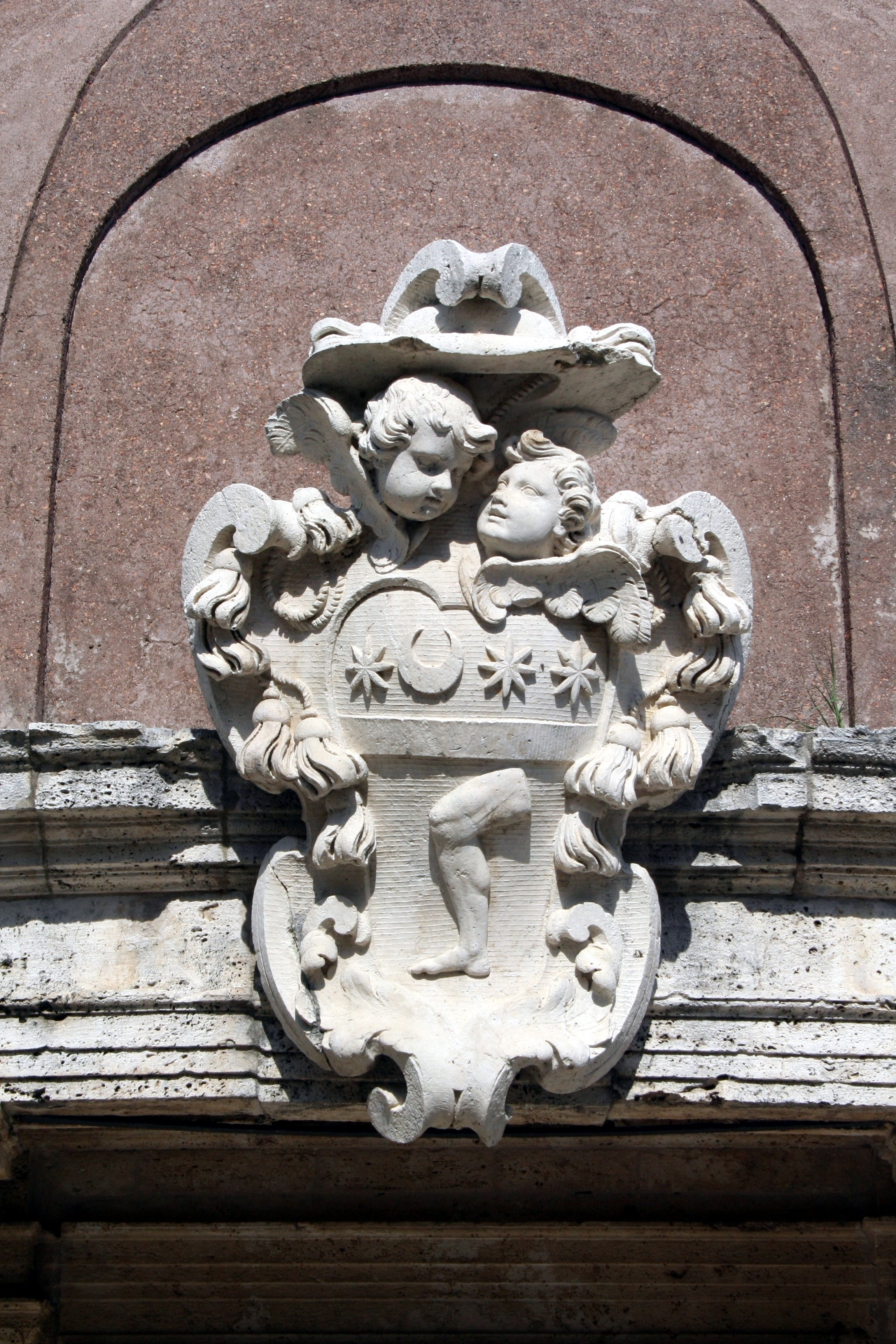
stemma del vescovo Gambi, posto sul centro del cupolino
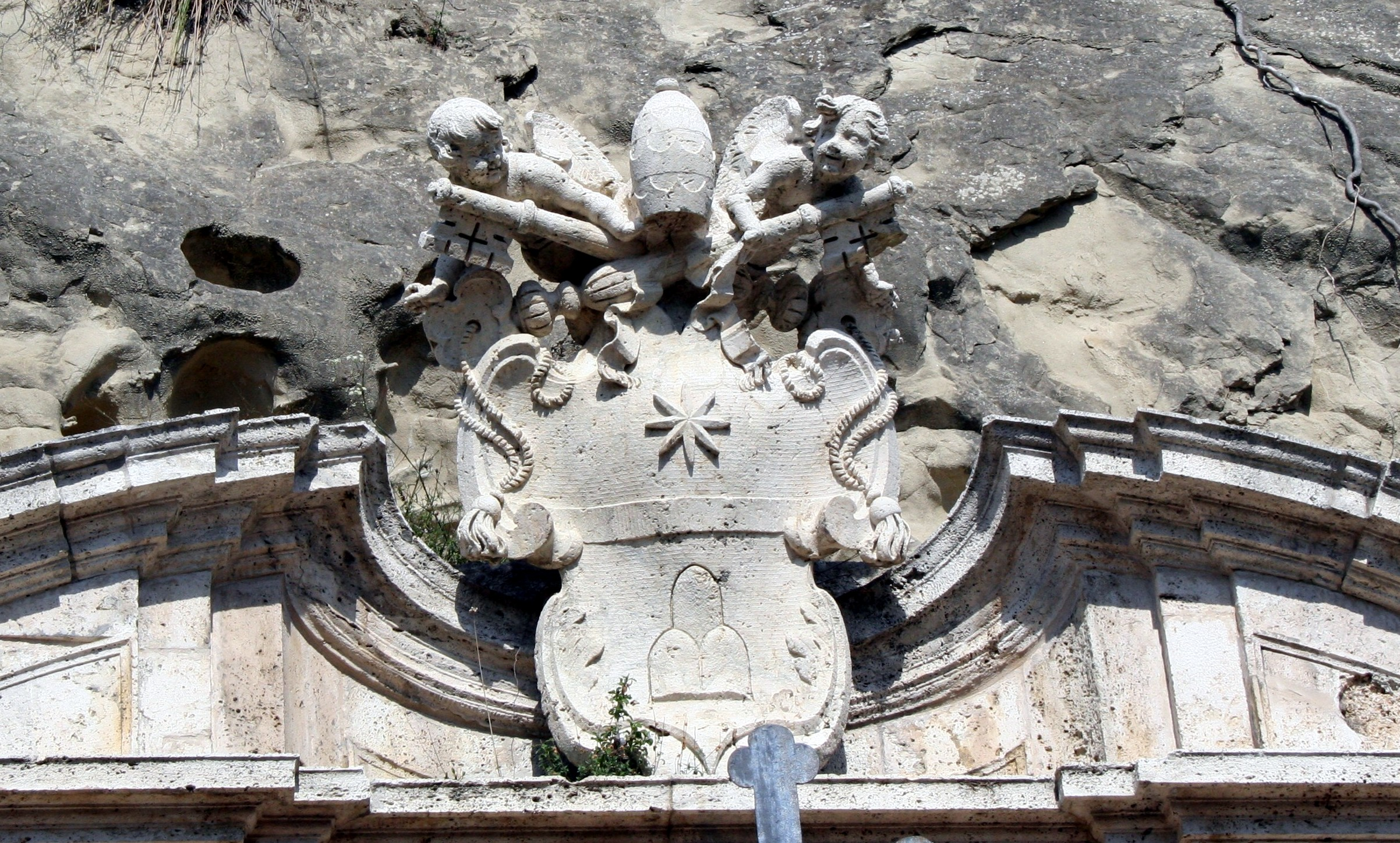
stemma del papa Clemente XI